# Семенівський навчально-виховний комплекс № 1 імені М. М. Хорунжого
Семенівський НВК №1 імені Миколи Михайловича Хорунжого — середня загальноосвітня школа I-III студентів у селищі Семенівка, Полтавської області.

## Історія школи
Історія школи бере свій початок з 1896 року. У той час була відкрита перша в Семенівці бібліотека, у якій на 1901 рік налічувалося 259 книг, а читачів було близько 160. Нею завідувала вчителька Явдоха Федорівна Дубовик. Щоб навчитися читати і писати, семенівці йшли до хати-школи.
Після жовтневого перевороту було створено школу для колгоспної молоді. У 1920—30 рр. у маєтку поміщика Старицького був заснований дитячий садок і трьохкласна школа.
У 1926 році була організована семирічна школа, у якій працювала вчителька Міра Володимирівна Шевченко. Трохи згодом у Семенівці функціонувало два приміщення одного навчального закладу: зразкова школа – у центрі, другорядна — у приміщенні будинку поміщика Старицького. Остання навчала дітей із бідних сімей і тих, яких не приймали до зразкової школи.
У 1935 році в Семенівській середній школі вперше відбувся випускний бал. А перший повоєнний випуск 1955 року ввійшов в історію школи своєю чисельністю. Тоді атестати отримали близько двохсот учнів.
Протягом 60-70 років Семенівська середня школа випускала майже 100 юнаків та дівчат щорічно. Вони постійно підтверджували високу якість отриманої освіти, вступаючи до вищих та середніх спеціальних навчальних закладів.
У 1969-70 роках побудовано нове триповерхове приміщення школи, розраховане на 1000 учнів. Офіційно воно було відкрите 23 вересня 1970 року.
У цьому приміщенні здійснюється навчання і сьогодні.
З 1998 року Семенівська середня школа №1 стала навчально-виховним комплексом.
У 2005 році закладу присвоєно ім’я Миколи Михайловича Хорунжого — першого повоєнного директора, який віддав педагогічній та керівній діяльності понад 30 років життя.
На даний час цей навчальний заклад має назву «Семенівський навчально-виховний комплекс №1 імені Миколи Михайловича Хорунжого Семенівської РДА селища міського типу Семенівки, Полтавської області».

## Адміністрація навчального закладу[2]
Директорка: Дунай Олена Миколаївна
Заступниці директорки з навчально-виховної роботи : Федоренко Алла Григорівна, Власюк Лариса Михайлівна
Заступниця директорки з виховної роботи: Крутько Яна Григорівна

## Викладацький колектив[3]
Педагогічний колектив НВК — це 42 вчителі, із них:
“Учитель-методист” - 5
“Старший учитель” - 9
“Спеціаліст вищої кваліфікаційної категорії” - 20
“Спеціаліст І кваліфікаційної категорії” - 13
“Спеціаліст ІІ кваліфікаційної категорії” - 1
“Спеціаліст” - 7
Нагороджені нагрудним знаком “Василь Сухомлинський” - 2
Нагороджені нагрудним знаком “Відмінник освіти України” - 3
У НВК працюють кафедри:
- природничо-математичних дисциплін;

- суспільно-гуманітарних дисциплін;

- учителів початкової школи.

## Навчальний процес
Навчання у школі проводиться українською мовою.

## Відомі випускники
- Шульга Володимир Олександрович — герой АТО.